# نیکو هامالاینن
نیکو هامالاینن (فنلاندی: Niko Hämäläinen؛ زادهٔ ۵ مارس ۱۹۹۷) بازیکن فوتبال اهل ایالات متحده آمریکا است.
از باشگاه‌هایی که در آن بازی کرده‌است می‌توان به باشگاه فوتبال داگنم و ردبریج و باشگاه فوتبال کویینز پارک رنجرز اشاره کرد.
وی همچنین در تیم‌های ملی فوتبال زیر ۲۱ سال فنلاند، و فنلاند بازی کرده‌است.